# Francesco Secchiari
Francesco Secchiari (Fivizzano, província de Massa i Carrara, 24 d'agost del 1972) és un ciclista italià que fou professional del 1995 al 2004.

## Palmarès
- 1993
  - 1r a la Copa Ciutat d'Asti
- 1994
  - 1r a la Torí-Biella
- 1995
  - Vencedor d'una etapa a la Volta a Portugal
- 1997
  - 1r al Gran Premi de la indústria i el comerç artesanal de Carnago
  - Vencedor d'una etapa a la Volta a Portugal
- 1998
  - 1r al Giro de Toscana
  - 1r al Giro dels Abruços i vencedor de 2 etapes
- 2000
  - Vencedor d'una etapa a la Volta a Suïssa

### Resultats al Tour de França
- 1999. Abandona (15a etapa)
- 2004. 121è de la classificació general

### Resultats al Giro d'Itàlia
- 1995. 66è de la classificació general
- 1996. Abandona (1a etapa)
- 1997. Abandona
- 1998. 24è de la classificació general
- 1999. 27è de la classificació general
- 2000. 59è de la classificació general
- 2001. 48è de la classificació general
- 2002. No surt (5a etapa)
- 2003. 96è de la classificació general

### Resultats a la Volta a Espanya
- 2000. Abandona (10a etapa)
- 2003. Abandona (7a etapa)